# Hyphessobrycon klausanni
Hyphessobrycon klausanni ist eine kleine Fischart aus der Salmlerfamilie Acestrorhamphidae, die im Südosten von Kolumbien im oberen Río Guaviare vorkommt.

## Merkmale
Hyphessobrycon klausanni erreicht eine maximale Standardlänge von 2,8 Zentimetern und hat einen seitlich abgeflachten, langgestreckten Körper. Die maximale Körperhöhe liegt bei durchschnittlich 32,5 % (29,4 bis 35,1) der Standardlänge.
Der Rücken ist grüngelb gefärbt, der Bauch ist silbrig-gelb. Der obere Bereich der Iris ist rot, der untere Abschnitt schwarz. Der obere Kopfbereich und die Region vor der Rückenflosse sind orange-gelb. Der untere Kopfbereich ist grüngelb mit zahlreichen schwarzen Melanophoren auf dem Präoperculum und dem Kiemendeckel. Daran schließt sich ein sehr breiter schwarzer Seitenstreifen an, der bis auf die mittleren Schwanzflossenstrahlen reicht. Oberhalb dieses Streifens liegt ein orange irisierendes Band, das vom Auge bis auf den oberen Abschnitt der gegabelten Schwanzflosse verläuft. Auch auf dem unteren Schwanzflossenabschnitt ist die Basis der Flossenstrahlen orange gefärbt. Die Rückenflossenbasis ist orange, die Basen von Schwanzflosse und Bauchflossen sind gelbgrün. Die Fettflosse ist hell orange. Die Männchen unterscheiden sich von den Weibchen durch kleine, knöcherne Höcker auf einigen Flossenstrahlen der Afterflosse und der Bauchflossen.
- Flossenformel: Dorsale ii/9, Anale iii/19-20, Pectorale ii/10, Ventrale ii/7.
- Schuppenformel: mLR 20-24.

## Lebensraum und Lebensweise
Hyphessobrycon klausanni kommt in flachen, nur 0,30 bis 1,5 m tiefen, sauerstoffreichen Bächen und kleinen Flüssen vor. Das Wasser ist klar, die Böden bestehen aus Fels, Sand, Schluff und sich zersetzenden organischen Materialien. Die Temperatur liegt bei 25,5 bis 26 °C und der pH-Wert bei 6,47 bis 8,7. Die Fischart wird meist in Ufernähe zwischen Wasserpflanzen, Wurzeln und Fallholz gesehen. Begleitfische sind Hemigrammus barrigonae, Ctenobrycon spilurus, Tyttocharax metae, Moenkhausia oligolepis, M. chrysargyrea, M. lepidura, Chrysobrycon guahibo, Ochmacanthus orinoco, Farlowella vittata, Ancistrus triradiatus, Centromochlus reticulatus und eine unbestimmte Art aus der Zahnkärpflingsgattung Anablepsoides. Bei Analysen des Mageninhalts wurden Reste von Schwimmkäfern, Eintagsfliegen, Ameisen, Zuckmückenlarven und andere, fragmentierte und nicht identifizierbare organische Bestandteile gefunden.